# Alma Rekić
Alma Rekić, slovenska slaščičarka, kuharica, političarka in televizijska osebnost, * 27. maj 1981, Jesenice
Zaslovela je leta 2015 kot sodnica v kuharskem resničnostnem šovu MasterChef Slovenija na POP TV, v katerem je sodelovala tri sezone. Osvojila je naziv femme fatale Slovenije 2016.
V Penzionu Berc na Bledu je marca 2019 prevzela vodenje kuhinje. Je članica jeseniškega občinskega sveta in predsednica krajevne skupnosti Podmežakla.

### Gostinstvo
Hodila je na Srednjo gostinsko turistično šolo v Radovljici, smer kuhar, ki jo je končala leta 1998. Na isti šoli se je leta 2005 izobrazila za gostinskega tehnika. Na Višji šoli za gostinstvo in turizem na Bledu je pridobila naziv organizatorke poslovanja v gostinstvu in turizmu z diplomskim delom na temo uporabe in oblikovanja čokolade.
V Grand Hotelu Toplice na Bledu je bila slaščičarka in kuharica (1997–1998), vodila je slaščičarsko delavnico v Hotelu Park na Bledu (2007–2015) ter gostinstvo v Grand Hotelu Union v Ljubljani (2015–2017) in Hotelu Kongo v Grosupljem (2017–2018), s katerim je sodelovala prek svojega podjetja. Leta 2018 je delala v Joštovem hramu na Posavcu.
Slaščičarstvo je odkrila kot pripravnica v Grand Hotelu Toplice. Meni, da za razliko od tujine slovenski slaščičarji po srednji šoli svojega znanja ne morejo poglobiti. Po njenih izkušnjah ima gostinstvo težave s kršitvami predpisov in prekarnostjo. V njem je namreč veliko zaposlenih samostojnih podjetnikov, študentov in tujcev.

#### Tekmovanja
Kot članica slovenske kuharske reprezentance (društvo kuharjev in slaščičarjev (DKSS)), v kateri je delovala med letoma 2010 in 2015, je na mednarodnem tekmovanju Intergastra 2010 v Stuttgartu s tremi različnimi tortami osvojila bron. Bila je ocenjevalka na predtekmovanju za Tuševo kuharsko zvezdo 2017 na Srednji gostinski in turistični šoli (SGTŠ) Radovljica. Bila je somentorica Gašperju Rjavcu na evropskem tekmovanju v poklicnih spretnostih EuroSkills 2018.

### Politika
Leta 2016 je postala predstavnica Delavske liste JA Jeseniška alternativa (kasneje del Levice) v jeseniškem občinskem svetu zaradi odstopa Elvisa Vukalića. Leta 2018 je bila tja izvoljena kot predstavnica Levice.  Bila je predsednica krajevne skupnosti Podmežakla (mandat 2018–2022).
Leta 2018 je na listi Levice kandidirala za poslanko v državnem zboru in za jeseniško županjo (Levica Jesenice – Jeseniška alternativa). Leta 2019 je na listi iste stranke kandidirala za poslanko v Evropskem parlamentu. Leta 2022 je kandidirala za poslanko na skupni listi strank Naša prihodnost in Dobra država.

### Promocija
Oglaševala je shujševalne napitke podjetja Sensilab.

### Zasebno
Rodila se je v delavski družini bošnjaških priseljencev. Ima dve mlajši sestri. Z možem pravoslavcem ima sina.